# てんびん座
てんびん座（てんびんざ、ラテン語: Libra）は、現代の88星座の1つ。プトレマイオスの48星座の1つで、黄道十二星座の1つでもある。天秤ばかりをモチーフとしている。紀元前2–1世紀頃まではさそり座の一部と見なされて「爪」と呼ばれていた。古代ローマ期以降は天秤ばかりの星座として定着し、正義の女神アストライアーの掲げる天秤とみなされるようになった。

## 特徴

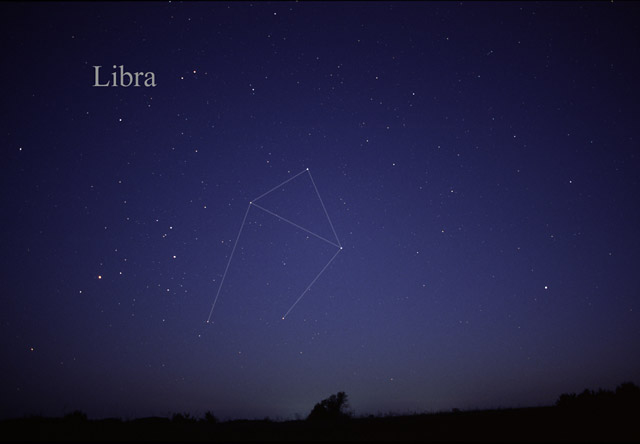
てんびん座の全景。

東をさそり座とへびつかい座、北をへび座の東部、西をおとめ座、南西をうみへび座、南をおおかみ座に囲まれている。ケンタウルス座とは南西の角で接する。20時正中は7月下旬頃で、北半球では春から夏にかけての星座とされ、厳冬から初秋にかけて観望できる。天の赤道のすぐ南に位置しているため、人類が居住しているほぼ全ての地域から星座の全域を観望することができる。
英語では秋分点のことを First point of Libra とも呼ぶ。しかし、地球の歳差運動の影響によって秋分点は西へと移動しているため、現在のてんびん座の領域内に秋分点があったのは紀元前730年頃までで、てんびん座が生まれた紀元前2–1世紀頃には秋分点は既に現在のおとめ座の領域にあった。

てんびん座の名称は、2000年から北西太平洋または南シナ海で発生する台風に付けられるアジア名「テンビン (Tembin)」として使われていたが、フィリピンで大きな被害を起こした2017年の台風27号に命名されたのを最後に「コイヌ (Koinu)」に変更された。

## 由来と歴史
古代ギリシアでは、現在のてんびん座の領域はさそり座の一部であったとされる。紀元前3世紀前半のマケドニアの詩人アラートスの詩篇『パイノメナ (古希: Φαινόμενα)』や紀元前3世紀後半の天文学者エラトステネースの天文書『カタステリスモイ (古希: Καταστερισμοί)』、1世紀初頭の古代ローマの著作家ガイウス・ユリウス・ヒュギーヌスの『天文詩 (羅: De Astronomica)』では、サソリの体と針の部分を Σκορπίος (羅: Skorpios)、サソリの爪の部分を Χηλαί (羅: Chelae) と分けて呼んでいた。

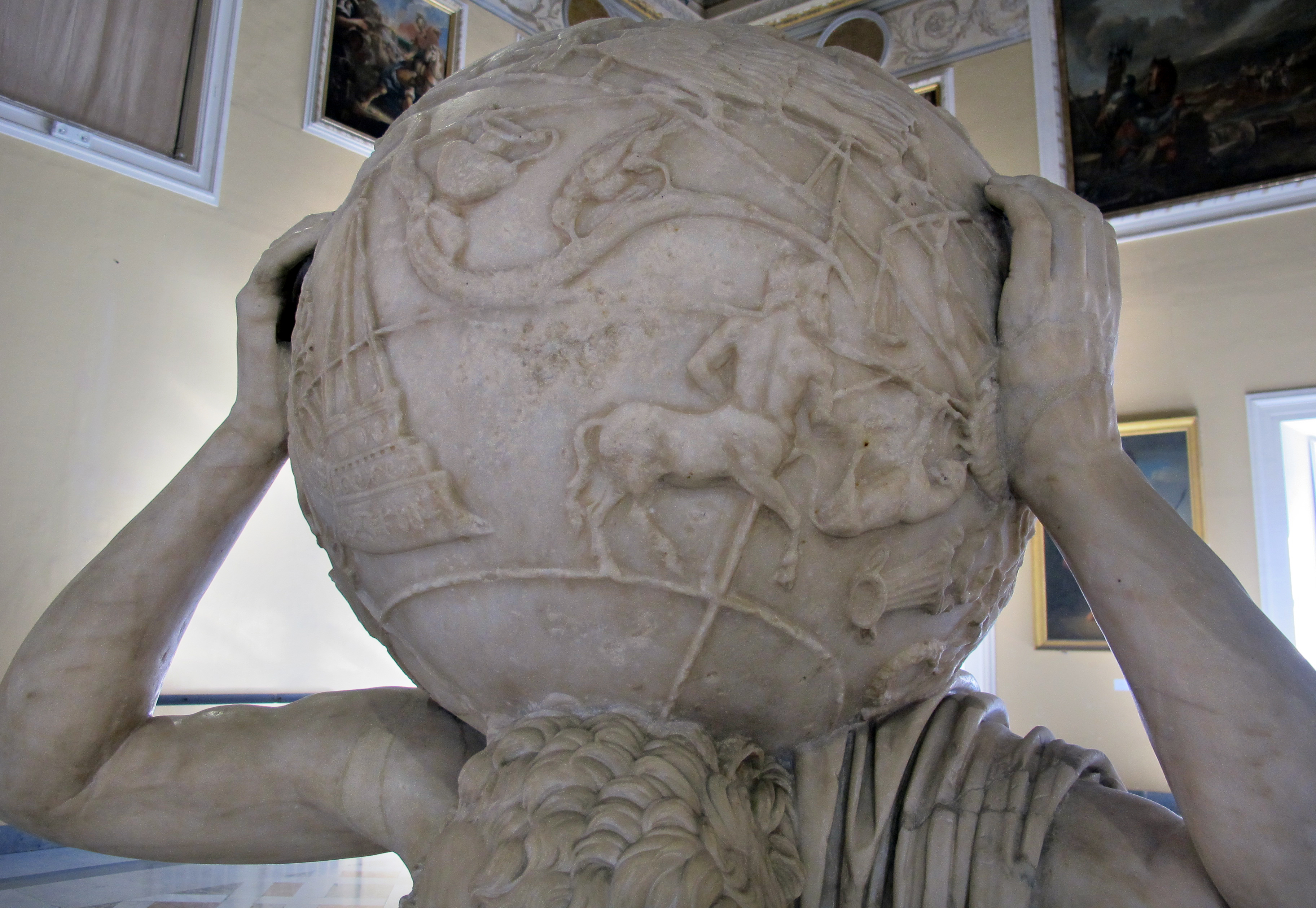
ナポリのイタリア国立考古学博物館収蔵の「ファルネーゼのアトラス」。アトラスの左手横に天秤が彫られている。

この「爪」の部分が天秤ばかりの星座として定着したのは古代ローマ期の紀元前2–1世紀頃と考えられているが、いつ頃に誰がこのアイデアを導入したのかは定かでない。紀元前2世紀の天文学者ニカイアのヒッパルコスは、サソリの爪とされていた領域を「天秤」を意味する Ζυγόν あるいは Ζυγός と呼んでいたとされる。また、150年頃に作られたとされる天球儀「ファルネーゼのアトラス」では、かつてサソリの爪とされていた場所に天秤ばかりの姿が刻まれている。ファルネーゼのアトラスに刻まれた星座はヒッパルコスの時代の星座をコピーしたものと考えられており、その頃から「爪」ではなく「天秤ばかり」の星座と認識されていたことがわかる。紀元前1世紀には、ロードスのゲミーノスが、Ζυγόν のラテン語の同義語で「天秤棒」を意味する Jugum という表現を使うなど、この頃には天秤ばかりの星座として定着していたものと考えられている。天空のこの位置に天秤の星座が置かれた理由としては、おそらく昼と夜の長さが等しくなる秋分に太陽がこの領域の近辺にあったことが理由であろうと考えられている。
てんびん座は、ローマが建国されたときに月がこの位置にあったとされるなど古代ローマでは非常に人気のある星座で、当時の天文学者は主に Libra という呼び名を使っていたとされる。帝政ローマ期1世紀頃の著述家マルクス・マニリウスは、「イタリアはてんびん座に属している。この天秤の下に、ローマとローマによる世界の覇権が築かれた」としている。マニリウスはまた、「天秤宮は季節のバランスが取れ、昼と夜の時間が一致するサインである」とした。
帝政ローマ期2世紀頃のクラウディオス・プトレマイオスは、天文書『ヘー・メガレー・スュンタクスィス・テース・アストロノミアース (古希: ἡ Μεγάλη Σύνταξις τῆς Ἀστρονομίας)』、いわゆる『アルマゲスト』の中で、Χηλαί (Chelae) とギリシアの伝統を重んじた名称を使った。プトレマイオスは『アルマゲスト』の中で Χηλαί には17個に星があるとしたが、そのうち星座を形作る星は8個、「星座を作らない星 (羅: amorphotoi)」が9個あるとした。10世紀のペルシアの天文学者アブドゥッラハマーン・スーフィー（アッ＝スーフィー）が『アルマゲスト』を元に964年頃に著した天文書『星座の書』でも、星座を作る星は8個として、残る9個の星を星座を形作らない星としていた。アッ＝スーフィーはこの星座の名称として、「爪」を意味する al-Zubānayān と、「天秤」を意味する al-Mīzān という2つの表現を用いている。

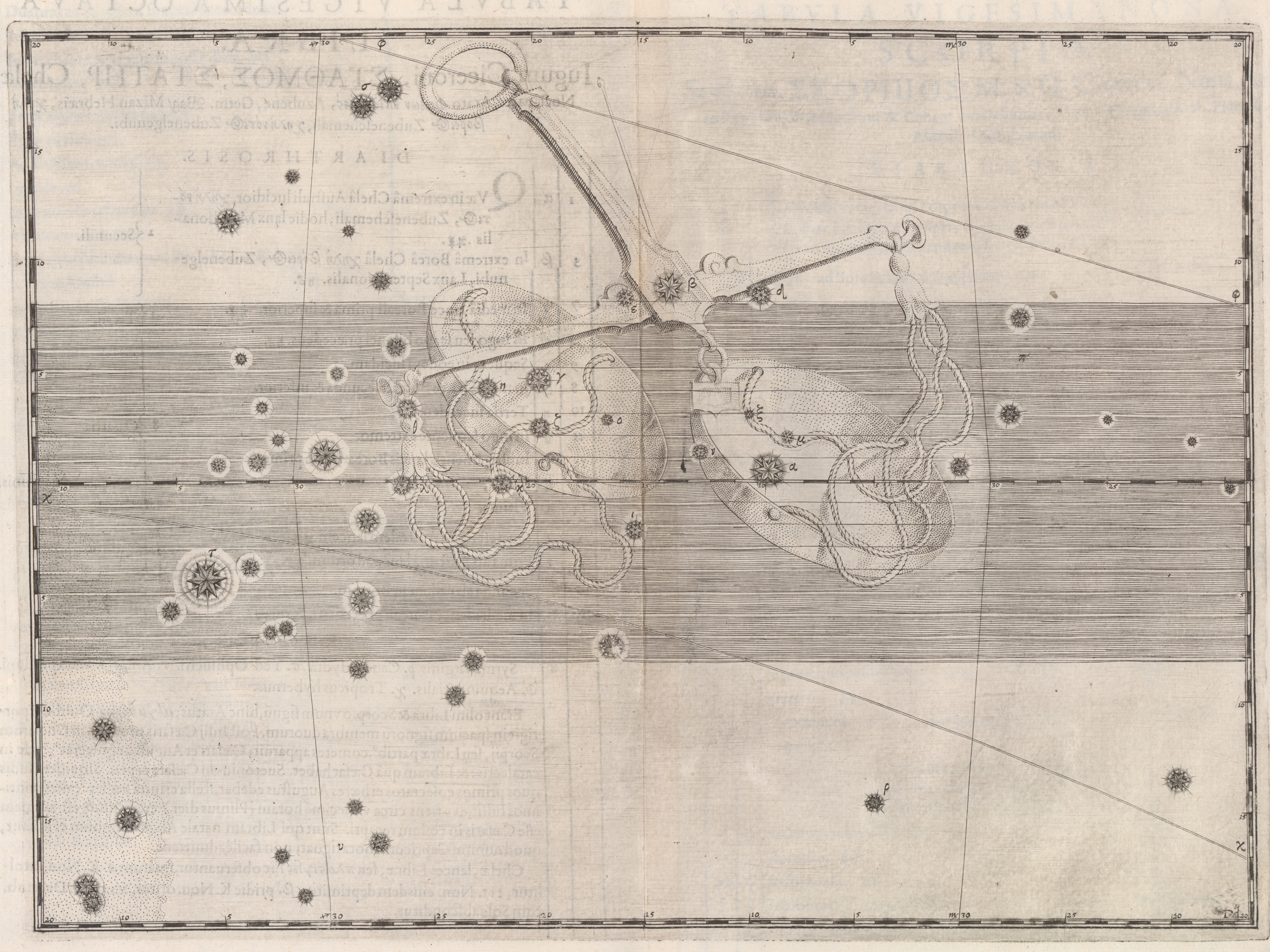
ヨハン・バイエル『ウラノメトリア』(1603) に描かれた Libra（てんびん座）。

16世紀ドイツの法律家ヨハン・バイエルは、1603年に刊行した星図『ウラノメトリア』の中で LIBRA というラテン語の星座名を記すとともに、てんびん座の星に対して α から ο までのギリシャ文字15個を用いて15個の星に符号を付した。バイエルは、プトレマイオスがてんびん座の「星座を作らない星」とした星のうち4つをさそり座に組み入れた。これら4つの星は、18世紀フランスの天文学者ジェローム・ラランドによって再びてんびん座の星とされたが、最も北にある星は再びさそり座に戻され、現在はさそり座ξ星となっている。
1922年5月にローマで開催された国際天文学連合 (IAU) の設立総会で現行の88星座が定められた際にそのうちの1つとして選定され、星座名は Libra、略称は Lib と正式に定められた。

### 中国

18世紀中国清朝の百科事典『古今図書集成』に描かれた氐宿。

ドイツ人宣教師イグナーツ・ケーグラー（戴進賢）らが編纂し、清朝乾隆帝治世の1752年に完成・奏進された星表『欽定儀象考成』では、てんびん座の星は二十八宿の東方青龍七宿の第二宿「亢宿」・第三宿「氐宿」・第四宿「房宿」に配されていたとされる。亢宿では、3・4・12・σ の4星が勢いの強いものを挫き抑えることを表す星官「折威」に配された。氐宿では、α・ι・γ・β の4星が天の根を表す星官「氐」に、υ・tau の2星が天の支える幸いを表す星官「天輻」に配された。房宿では、49 がさそり座の2星とともに罰を表す星官「罰」に、48・θ・η の3星がさそり座ξ星とともに星官「西咸」に、κ が太陽の精霊を表す星官「日」に配された。

## 神話

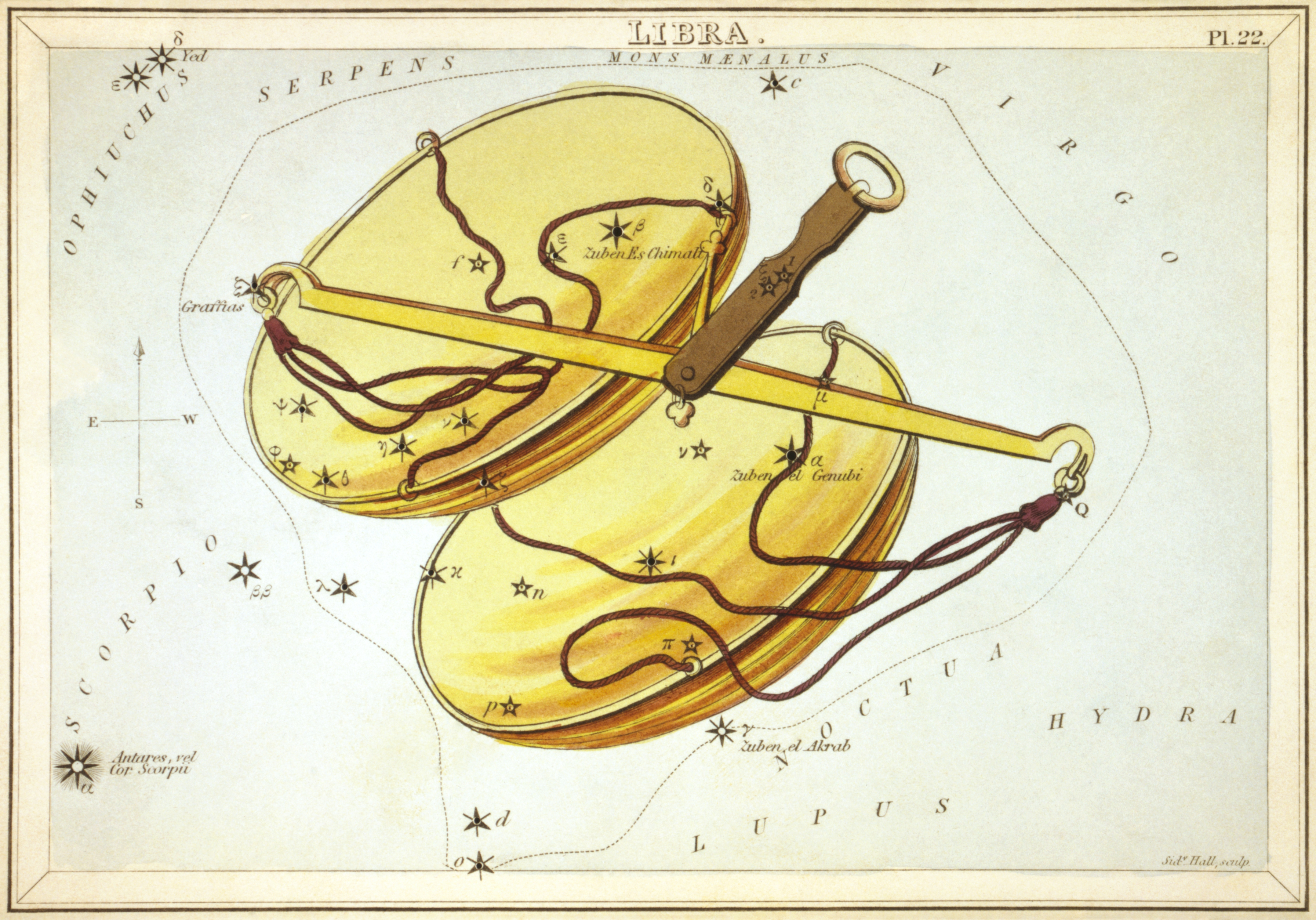
19世紀イギリスの星座カード集『ウラニアの鏡』に描かれたてんびん座。

紀元前2–1世紀に成立したてんびん座は、プトレマイオス星座の中では新しい星座であるため、直接対応する古代ギリシアの伝承はない。紀元前1世紀共和制ローマの政務官ニギディウス・フィグルスは、「Mochus という人物は、人類のために分銅と秤を発明した。それらが極めて有用であったことから、彼の功績を称えて彼と天秤ばかりが星座とされて Libra と呼ばれるようになった」としている。この Mochus という人物は、紀元前2–1世紀の哲学者ポセイドニオスの記述に登場するシドンの賢人で、トロイア戦争以前のフェニキア人宇宙論・古文書学者の Μῶχος のこととされ、ニギディウスは彼の著作を神話設定の決定的資料として用いたものと考えられている。

天秤の星座として定着して以降は、てんびん座は隣にあるおとめ座が象徴するとされる正義の女神アストライアーが掲げる正義の象徴の天秤と考えられるようになった。

## 呼称と方言
ラテン語の学名 Libra に対応する日本語の学術用語としての星座名は「てんびん」と定められている。現代の中国でも天秤座と呼ばれている。
明治初期の1874年（明治7年）に文部省より出版された関藤成緒の天文書『星学捷径』では、「リブラ」の誤記と思われる「ソブラ」という読みと「天秤」という名が紹介された。また、1879年（明治12年）にノーマン・ロッキャーの著書『Elements of Astronomy』を訳して刊行された『洛氏天文学』上巻ではラテン語の「リブラ」と英語の「バランス」が紹介され、下巻では「天秤宿」として解説された。これらからそれから30年ほど時代を下った明治後期には「天秤」という呼称が使われていたことが、1908年に刊行された日本天文学会の会報『天文月報』の第1巻1号掲載の「四月の天」と題した記事中の星図で確認できる。この「天秤」という訳名は、東京天文台の編集により1925年（大正14年）に初版が刊行された『理科年表』にも「天秤（てんびん）」として引き継がれた。戦中の1944年（昭和19年）に天文学用語が見直しされた際も「天秤（てんびん）」が継続して使われることとなり、戦後の1952年（昭和27年）7月に日本天文学会が「星座名はひらがなまたはカタカナで表記する」とした際に平仮名で「てんびん」と定められた。以降、この呼称が継続して用いられている。

### 方言
日本国内では、てんびん座の星の地方名として採集されたものはない。

## 主な天体

### 恒星
2024年10月現在、国際天文学連合 (IAU) によって4個の恒星に固有名が認証されている。
α星
約見かけの明るさ2.75 等のα星A (α2)と5.16 等のα星B (α1)からなる二重星。A と B は共に分光連星で、太陽系からは約4′離れた位置に見える。太陽系からの距離は、A星系が約78 光年、B星系が約75 光年とそれぞれ年周視差の誤差範囲の距離にあるため、両星系は物理的に繋がりがあると推測されている。Aa星には、アラビア語で「南の爪」を意味する言葉に由来する「ズベンエルゲヌビ(Zubenelgenubi)」という固有名が認証されている。
β星
太陽系から約185 光年の距離にある、見かけの明るさ2.62 等、スペクトル型 B8Vn のB型主系列星で、3等星。てんびん座で最も明るく見える。アラビア語で「北の爪」を意味する言葉に由来する「ズベンエシャマリ(Zubeneschamali)」という固有名が認証されている。実際は青白色に見えるはずだが、「緑色に見える」と言われることで知られる。
γ星
太陽系から約155 光年の距離にある、見かけの明るさ3.91 等、スペクトル型 G8.5III の黄色巨星で、4等星。2018年に1.029±0.087 MJ（木星質量）の b と4.63+0.22
−0.12 MJの c の2つの太陽系外惑星の発見が報告されている。「ズベンエルハクラビ(Zubenelhakrabi)」という固有名が認証されている。
σ星
太陽系から約260 光年の距離にある、見かけの明るさ3.21 等、スペクトル型 M2.5III の赤色巨星で、3等星。変光星としてはSRB 型の半規則型変光星に分類されており、3.20 等から3.46 等の範囲でその明るさを変化させている。プトレマイオスがてんびん座の中の「星座を作らない星」とした星の1つで、バイエルはこの星をさそり座γ星としていたが、ラランドが1783年に刊行した『Éphémérides des mouvemens célestes』に掲載したフラムスティード星表の改訂版の中でてんびん座に復帰させた。「ブラキウム(Brachium)」という固有名が認証されている。
このほか、以下の恒星が知られている。
δ星
太陽系から約351 光年の距離にある分光連星で、アルゴル型の食変光星。2.3273543 日の周期で、極大時4.91 等、主極小時5.90 等、副極小時4.98 等の範囲で変光する。
グリーゼ570
太陽系から19.2 光年の距離にある連星系。三重連星の外側を褐色矮星が公転するという複雑な階層を持つ星系となっている。主星GJ 570A (HD 131977) は見かけの明るさ5.72 等、スペクトル型 K4V の赤色矮星でりゅう座BY型変光星。8.18 等の B と9.80 等の C は連星系を形成しており、互いの共通重心を約0.85 年の周期で公転している。この B・C のペアとAが、互いの共通重心を2130年の周期で公転している。さらにこの3つの恒星の外を、褐色矮星D が公転しているとされる。
グリーゼ581
太陽系から約20.5 光年の距離にある、見かけの明るさ10.56 等、スペクトル型 M3V の赤色矮星で、11等星。変光星としては回転変光星の「りゅう座BY型変光星」に分類されており、10.56 等から10.58 等の範囲で変光する。2024年現在、6個の太陽系外惑星検出の報告があり、このうち3個は存在が確実視されている。
HD 140283
太陽系から約201 光年の距離にある、見かけの明るさ7.212 等、スペクトル型 F9VkA5mA1 の化学特異星で、7等星。非常に古くから存在する恒星であることが知られており、2000年代以降その年齢が宇宙の推定年齢（138億歳前後）に匹敵あるいは凌駕すると推算されたことから、宇宙の標準モデルに疑問を投げかけるものとして話題となり、旧約聖書に登場する最高齢人物であるメトシェラにちなんだ Methuselah starと呼ばれるようになった。その後、2021年に発表された研究では HD 140283の推定年齢は120億±5億歳とされており、宇宙年齢と矛盾しない年齢となっている。

### 星団・星雲・銀河

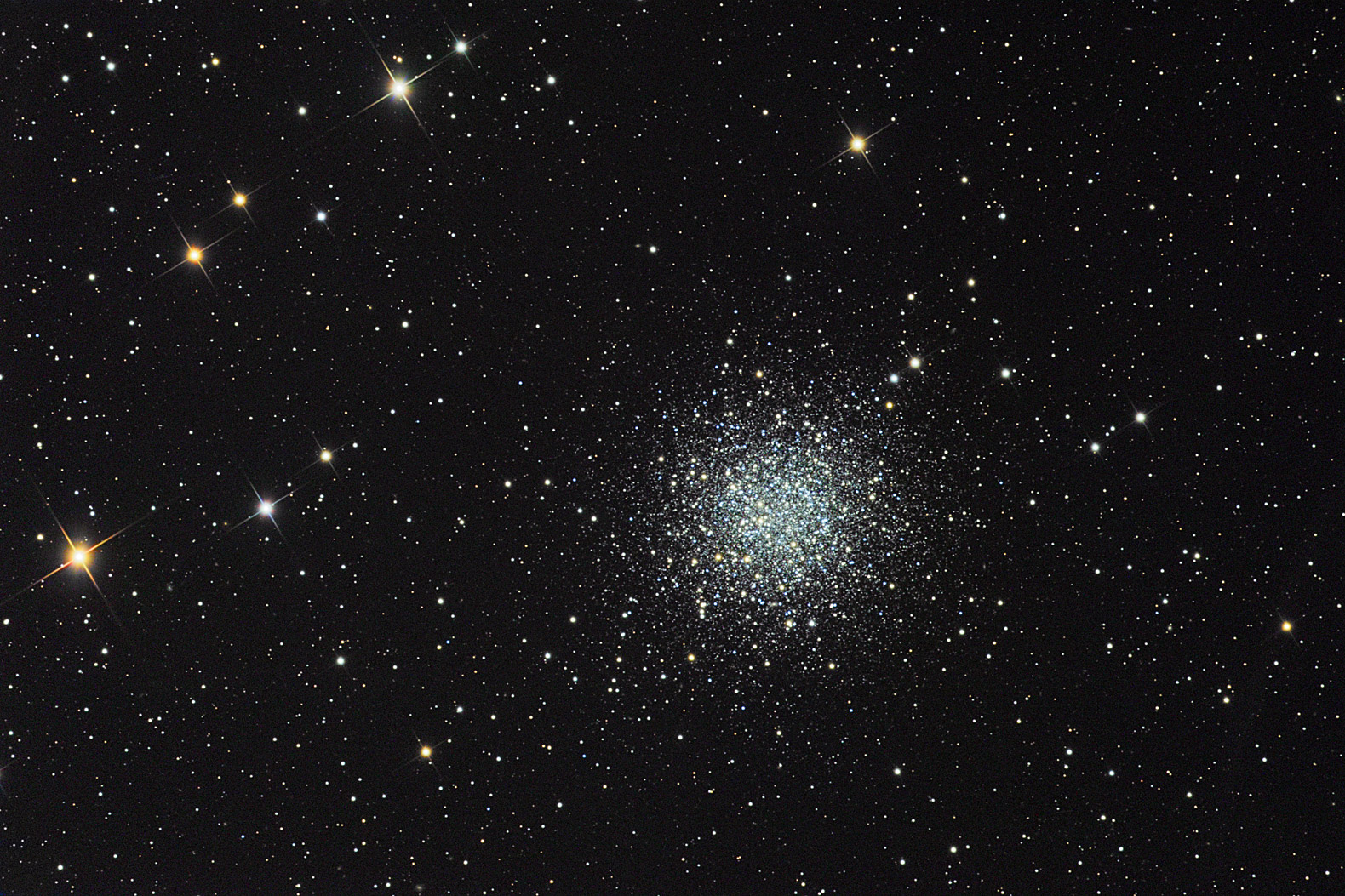
球状星団NGC 5897。

18世紀フランスの天文学者シャルル・メシエが編纂した『メシエカタログ』やパトリック・ムーアがアマチュア天文家の観測対象に相応しい星団・星雲・銀河を選んだ「コールドウェルカタログ」に選ばれた天体は1つもない。
NGC 5897
太陽系から4万800 光年の距離にある球状星団。1784年または1785年にイギリスの天文学者ウィリアム・ハーシェルが発見した。γ星とσ星の中間あたりに見える。集中度は11とかなり低く、星はまばらに広がっている。

## 流星群
てんびん座の名前を冠した流星群で、IAUの流星データセンター (IAU Meteor Data Center) で確定された流星群 (Established meteor showers) とされているものは1つもない。